# Дисфония
Дисфонията е болестно състояние, което се характеризира с частично или пълно разстройство във функциите на гласовия апарат. Гласът на засегнатите силно се променя (става хриплив, дрезгав, неясен), понякога до степен на пълна невъзможност за звуково възпроизвеждане на смислена реч. Дисфонията може да бъде временна или необратима.

## Видове дисфония
В зависимост от етиологията си дисфониите се делят на две основни групи:
- органични – свързани със структурни увреждания на гласовия апарат – стоматити, ларингити, фарингити, посттравматични състояния, отоци и миозити в областта на шията и други;
- функционални (невропсихологични) – увреждания на мозъка и нервите, дисфонии на психологична основа и други.

## Афония
Афонията е състояние на пълна невъзможност за възпроизвеждане на звуци чрез гласовия апарат, независимо дали последните са разпознаваеми като смислена реч или не.